# Diadelia basifusca
Diadelia basifusca är en skalbaggsart som beskrevs av Stefan von Breuning 1940. Diadelia basifusca ingår i släktet Diadelia och familjen långhorningar. Inga underarter finns listade i Catalogue of Life.